# 오성옥
오성옥(吳成玉, 1972년 10월 10일 ~ )은 대한민국의 전 핸드볼 선수, 지도자이다. 현역 시절 포지션은 센터백이였다.

## 선수 생활
대전광역시 동방여자고등학교 재학 중 국가대표로 선발되어 1990년 아시안 게임에 출전하여 금메달을 땄고, 1992년 하계 올림픽에서도 금메달을 땄다. 그 후 오성옥은 2008년 하계 올림픽까지 매 올림픽마다 출전하여 5회 연속으로 올림픽에 출전, 대한민국에서 사격의 이은철과 알파인 스키의 허승욱에 이어 세 번째로 5차례 올림픽에 참가한 선수가 되었다. 올림픽 메달은 출전 대회 중 2000년 대회에서만 4위로 따지 못했을 뿐, 1992년·1996년·2004년·2008년 대회에 각각 금·은·은·동메달로 모두 4개의 메달을 획득하였다. 그는 여자 핸드볼 선수 중에서 가장 많은 올림픽 메달을 딴 선수이기도 하다. 오성옥은 일본 리그를 거쳐, 유럽 최고의 핸드볼 팀 중 하나인 오스트리아의 히포 니더외스터라이히(히포방크)로 옮겨, 코치 겸 선수로 활동하고 있다. 이후 2010년에 은퇴했다.
한편 그는 2008년 개봉된 핸드볼 영화 《우리 생애 최고의 순간》에 등장하는 미숙(문소리)의 모델 선수이기도 하다.

## 감독 및 해설 경력
2016년 하계 올림픽을 앞두고 KBS의 해설위원을 담당하게 된다.
2016년부터 여자 U-18 대표팀 감독을 맡았으며, 재임 기간 청소년 세계선수권 동메달과 2017 청소년 아시아선수권 우승, 2018 청소년 세계선수권 동메달에 성과를 올렸다.
2021년부터 2022년까지 SK 슈가글라이더즈 감독을 맡았다.
2024년 하계 올림픽에서 핸드볼 종목으로 MBC 해설위원을 맡는다.